# Ailhon
 Ailhon  es una población y comuna francesa, en la región de Ródano-Alpes, departamento de Ardèche, en el distrito de Privas y cantón de Aubenas.

## Demografía
| 477 | 468 | 159 | 140 | 134 | 173 | 290 | 336 |
| Para los censos de 1962 a 1999 la población legal corresponde a la población sin duplicidades (Fuente: INSEE [Consultar]) |     |     |     |     |     |     |     |